# Ochrolechia farinacea
Ochrolechia farinacea är en lavart som beskrevs av Howard. Ochrolechia farinacea ingår i släktet Ochrolechia och familjen Ochrolechiaceae.   Inga underarter finns listade i Catalogue of Life.